# Jung R 40 C
Die Typenreihe Jung R 40 C sind dieselhydraulische Lokomotiven. Sie wurde von der Arnold Jung Lokomotivfabrik in Kirchen (Sieg) in 14 Exemplaren gebaut. Sie war für den Rangiereinsatz vorgesehen. Als Antrieb diente ein Achtzylinder-Viertakt-Dieselmotor mit einer Leistung von 400 PS. Die Kraftübertragung erfolgt mittels Blindwelle und Treibstangen. Die Lok gehört zur dritten Generation der Jung-Loks, ihr Nachfolger war die Jung R 42 C.
Einige Lokomotiven waren nach 2010 noch vorhanden.

## Entwicklung
Mit den Erfahrungen der Wehrmachtslokomotiven entwickelte Jung in den 1950er Jahren ein Typenprogramm für Diesellokomotiven mit unterschiedlichen Motorleistungen. Dieses Programm enthielt Lokomotiven mit einer Motorleistung von 120 PS bis 600 PS sowie in zweiachsiger bis vierachsiger Ausführung. Dabei wurde in der Typenbezeichnung R 40 C der Verwendungszweck der Lokomotive (R= Rangierlokomotive), die Motorleistung (40 = Motorleistung mit 400 PS) und die Achsfolge C angegeben.
Von der R 40 C wurden bis 1958 14 Lokomotiven gebaut, obwohl die Nachfolgerbauart Jung R 42 C ab 1955 angeboten wurde. Sie wurden mehrheitlich an private Industriebahnen sowie an private Eisenbahngesellschaften wie die Neukölln-Mittenwalder Eisenbahn, die Tecklenburger Nordbahn und die Bremervörde-Osterholzer Eisenbahn geliefert. Eine Lokomotive erhielt die Bundeswehr. Auch nach Schweden und in die Schweiz wurden Lokomotiven verkauft.

## Technik
Die Lokomotiven sind Vorbautenlokomotiven mit einem mittig angeordneten Führerstand.
Sie wurden von einem Achtzylinder-Viertakt-Dieselreihenmotor von MAN mit einer Leistung von 400 PS angetrieben. Die Kraftübertragung wurde mit einem Strömungsgetriebe von Voith realisiert, über eine hinter der Achsgruppe angeordneten Blindwelle wurde sie über Treib- und Kuppelachsen angetrieben. Der größere Vorbau der Lok enthielt den Motor, der kleinere das Strömungsgetriebe.

## Einsatz
Die meisten Lokomotiven sind Ende der 1980er Jahre durch mit Gelenkwellen angetriebene Maschinen ersetzt worden. Einige wurden in das Ausland verkauft, einige verschrottet. Es gibt möglicherweise erhaltene Exemplare.

### Hafen (Düsseldorf)
An die Häfen der Stadt Düsseldorf wurden drei Lokomotiven verkauft. Eine Lokomotive wurde dort bis 1977 eingesetzt. Danach wurde sie nach Italien an eine Gleisbaufirma verkauft, wo sie 2008 letztmals gesichtet wurde.

### Hafenamt Krefeld
Bei den Hafen- und Bahnbetrieben der Stadt Krefeld wurden zwei Lokomotiven eingesetzt. Eine Lokomotive wurde 1982 nach Italien verkauft. Die Lokomotive war noch 2016 vorhanden. Die andere Lokomotive war bis 2000 im Dienst und wurde mit einem schweren Getriebeschaden abgestellt. Nach der Reparatur wurde die Lokomotive nach England verkauft und war noch 2015 auf einer Tunnelgleisbaustelle im Raum London vorhanden.

### Bündner Cementwerke
Eine an die Schweiz gelieferte Lokomotive war ab 1956 in Untervaz in Betrieb. 1996 wurde sie nach Österreich abgegeben und in Feldkirch eingesetzt. 2018 war sie in gutem Zustand vorhanden.